# Специализированный банк
Специализированный банк — банк, осуществляющий один, два или несколько видов банковских операций.
В XVIII—XX веках в разных странах создавались банки, клиентуру которых в основном составляли предприятия и их владельцы. Некоторые из этих банков стали специализироваться на долевом участии, покупке выпущенных предприятиями облигаций или предоставлении долгосрочных займов, рефинансируя самих себя выпуском акций и облигаций. Другие, наоборот, специализировались на учёте векселей, банковском акцепте и краткосрочных кредитах, финансируемых из депозитных средств. Некоторые занимались двумя видами деятельности сразу, что привело большинство из них к разорению во время кризисов XIX—XX веков. Именно вследствие этих разорений в некоторых странах появилась специализация банков.
В некоторых странах до недавнего времени универсальных банков не было, существовали только специализированные. Их специализация была закреплена законодательно, причём банки могли специализироваться на одной, двух или нескольких видах банковских операций. К странам, где принцип специализации банков был законодательно утверждён, относятся США, Япония, Канада.